# توم أوين
توم أوين (بالإنجليزية: Tom Owen)‏ هو لاعب كرة قدم أمريكية أمريكي، ولد في 1 سبتمبر 1952 في شريفبورت في الولايات المتحدة.

## وصلات خارجية
- توم أوين على موقع مرجع كرة القدم المحترفة.كوم (الإنجليزية)